# Arado Ar 199
Arado Ar 199 là một loại thủy phi cơ do hãng Arado Flugzeugwerke thiết kế vào năm 1938.

## Tính năng kỹ chiến thuật(Ar 199)
Dữ liệu lấy từ Aircraft of the Third Reich Vol.1
Đặc tính tổng quan
- Kíp lái: 3
- Chiều dài: 10,57 m (34 ft 8 in)
- Sải cánh: 12,7 m (41 ft 8 in)
- Chiều cao: 4,36 m (14 ft 4 in)
- Diện tích cánh: 30,4 m2 (327 foot vuông)
- Trọng lượng rỗng: 1.675 kg (3.693 lb)
- Trọng lượng cất cánh tối đa: 2.075 kg (4.575 lb)
- Động cơ: 1 × Argus As 410C , 335,5 kW (449,9 hp)

Hiệu suất bay
- Vận tốc cực đại: 260 km/h (162 mph; 140 kn) trên độ cao 3,000 m (10 ft)
- Vận tốc hành trình: 212 km/h (132 mph; 114 kn)
- Tầm bay: 740 km (460 mi; 400 nmi)
- Trần bay: 6.500 m (21.325 ft)
- Vận tốc lên cao: 4,5 m/s (890 ft/min)
- Thời gian lên độ cao: 3,000 m (10 ft) trong 11 phút